# Пшивсе
Пшивсе (пол. Przywsie) — село в Польщі, у гміні Жміґруд Тшебницького повіту Нижньосілезького воєводства.
Населення — 135 осіб (2011).
У 1975—1998 роках село належало до Вроцлавського воєводства.

## Демографія
Демографічна структура станом на 31 березня 2011 року:
|          | Загалом | Допрацездатний вік | Працездатний вік | Постпрацездатний вік |
| -------- | ------- | ------------------ | ---------------- | -------------------- |
| Чоловіки | 69      | 19                 | 46               | 4                    |
| Жінки    | 66      | 12                 | 41               | 13                   |
| Разом    | 135     | 31                 | 87               | 17                   |